# Ptéride de Neville
Pteris nevillei
Espèce
La Ptéride de Neville (Pteris nevillei) est une espèce de fougères de la famille des Ptéridacées. Elle est endémique de l'île de La Réunion, département d'outre-mer français et région ultrapériphérique dans le sud-ouest de l'océan Indien.